# Saba Valadkhan
Saba Valadkhan (persan : صبا ولدخان) est une chercheuse irano-américaine en sciences biomédicales à l'université Case Western Reserve.

## Biographie
Valadkhan devient médecin en Iran, puis déménage aux États-Unis pour commencer une carrière de recherche à l'université Columbia à New York.

## Carrière
20 à 30 % des affections médicales génétiques touchant les humains sont causées par des erreurs faites par les splicéosomes. La recherche de Valadkhan se penche sur la compréhension de la structure et des fonctions du noyau du splicéosome en utilisant un splicéosome minimal qu'elle a développé elle-même.

## Prix et distinctions
En 2005, elle reçoit le prix du Jeune scientifique de GE et Science pour sa recherche sur le mécanisme des splicéosomes. 